# Renée Houston
Renée Houston (24 de julio de 1902 – 9 de febrero de 1980) fue una actriz cómica, intérprete de revista, cine y televisión, de nacionalidad británica.

## Biografía
Su verdadero nombre era Katherina Houston Gibbin, y nació en Johnstone, Escocia. En sus inicios hacía giras de music hall e interpretaba revistas junto a su hermana Billie Houston, adoptando ambas el nombre artístico de las Houston Sisters. 
En 1926 las hermanas hicieron un corto musical cuyo guion había escrito Reneé. Fue producido por Lee De Forest, cuya patente, Phonofilm, le dio una banda sonora que podía oírse a la vez que se visualizaba el film (todo ello un año antes de The Jazz Singer). 
Houston se casó con Patrick Ahearne, hermano del actor Brian Aherne, y con el también actor Donald Stewart.
En sus últimos años se especializó en la interpretación de mujeres mayores y de carácter fuerte, destacando su papel como la formidable madre del personaje interpretado por Kenneth Cope en Carry On At Your Convenience (1971). En 1974 Houston publicó su autobiografía, Don't Fence Me In.
Además de su trabajo ante la pantalla, Houston también intervino en los primeros episodios de la serie radiofónica The Clitheroe Kid.
Renée Houston falleció en Londres, Inglaterra, el 9 de febrero de 1980. Tenía 77 años de edad. 

## Actuaciones
Cine
- Blighty (1927)
- Happy Days are Here Again (1936)
- Old Bill & Son (1941)
- Two Thousand Women (1944)
- Lady Godiva Rides Again (1951)
- The Belles of St Trinian's (1954)
- Track the Man Down (1955)
- A Town Like Alice (1956)
- Time Without Pity (1957)
- The Adventures of Robin Hood (1958)
- No My Darling Daughter (1961)
- Twice Round the Daffodils (1962)
- El fantasma de la ópera (1962)
- Nurse on Wheels (1963)
- Carry On Cabby (1963)
- Tomorrow at Ten (1964)
- Carry On at Your Convenience (1971)
- Legend of the Werewolf (1975)

Televisión
- Doctor in the House
- Watch it Sailor
- The Saint
- Maigret
- Z Cars
- Dixon of Dock Green